# Christie Front Drive
I Christie Front Drive sono stati una band emo/indie rock formatasi a Denver nel 1993. Influenzati da band come Superchunk, Sunny Day Real Estate, Buffalo Tom e Drive Like Jehu, il gruppo era formato da Ron Maschall, Jason Begin, Kerry McDonald e Eric Richter.
Fecero parte della cosiddetta scena Midwest emo.

## Storia
La band pubblicò un EP e un 7" omonimo con la Freewill Records nel 1994. Successivamente il materiale pubblicato con la Freewill venne registrato nuovamente per l'uscita del primo album ufficiale della band, omonimo, pubblicato con la Caulfield Records. Nel 1995 la band fece uscire uno split con Jimmy Eat World, Sineater e Boy's Life. Inoltre, i Christie Front Drive in questo periodo collaborano con diverse compilation per la Crank! Records.
La band si sciolse nel 1997, e l'unico materiale non ancora pubblicato venne fatto uscire postumo dalla Caulfield nello stesso anno.
I Christie Front Drive si sono riuniti il 1º settembre 2007 al Marquis Theater di Denver per partecipare al DenverFest. Tutti i membri originari della band hanno partecipato alla reunion.

## Formazione
- Eric Richter (voce, chitarra)
- Jason Begin (chitarra, scream)
- Kerry McDonald (basso)
- Ron Marschall (batteria)

## Discografia

### Album in studio
- 1995 – Christie Front Drive (chiamato comunemente Anthology) (Caulfield Records)
- 1997 – Christie Front Drive (chiamato comunemente Stereo) (Caulfield Records)

### EP, LP e Split
- 1994 – Christie Front Drive (Freewill Records)
- 1994 – Christie Front Drive (Freewill Records)
- 1995 – Christie Front Drive / Sineater split 7" (Hellkite Records)
- 1995 – Christie Front Drive / Jimmy Eat World split 7" (Wooden Blue Records)
- 1995 – Christie Front Drive / Boys Life split EP (Crank! Records)